# Olympische Winterspiele 1998/Biathlon – Staffel (Frauen)
Die 4 × 7,5-km-Staffel der Frauen im Biathlon bei den Olympischen Winterspielen 1998 wurde am 19. Februar im Biathlonstadion Nozawa Onsen ausgetragen. Es gingen insgesamt 68 Athleten aus 17 Nationen an den Start.

## Ergebnisse
| Rang | #  | Staffel                                                                                    | Zeit                                                        | Fehler (L+S)                             | Defizit      |
| ---- | -- | ------------------------------------------------------------------------------------------ | ----------------------------------------------------------- | ---------------------------------------- | ------------ |
| 1    | 6  | Deutschland Uschi Disl Martina Zellner Katrin Apel Petra Behle                             | 1:40:13,6 h 25:20,3 min 24:46,1 min 24:39,2 min 25:28,0 min | 0+5 0+6 0+2 0+3 0+1 0+0 0+0 0+2 0+2 0+1  | –            |
| 2    | 7  | Russland Olga Melnik Galina Kuklewa Albina Achatowa Olga Romasko                           | 1:40:25,2 h 25:32,1 min 24:27,4 min 24:59,8 min 25:25,9 min | 0+7 0+2 0+1 0+2 0+3 0+0 0+2 0+0 0+1 0+0  | +0:11,6 min  |
| 3    | 4  | Norwegen Ann-Elen Skjelbreid Annette Sikveland Gunn Margit Andreassen Liv Grete Skjelbreid | 1:40:37,3 h 25:47,2 min 24:55,0 min 25:20,8 min 24:34,3 min | 1+4 1+6 0+1 1+3 1+3 0+1 0+0 0+0 0+0 0+2  | +0:23,7 min  |
| 4    | 8  | Slowakei Martina Schwarzbacherová Anna Murínová Tatiana Kutlíková Soňa Mihoková            | 1:41:20,6 h 24:44,5 min 24:57,1 min 26:31,5 min 25:07,5 min | 0+5 2+4 0+1 0+0 0+2 0+1 0+1 2+3 0+1 0+0  | +1:07,0 min  |
| 5    | 3  | Ukraine Walentyna Zerbe-Nessina Olena Petrowa Tetjana Wodopjanowa Olena Subrylowa          | 1:42:32,6 h 26:36,5 min 25:20,9 min 25:43,9 min 24:51,3 min | 0+3 0+3 0+0 0+2 0+0 0+0 0+2 0+0 0+1 0+1  | +2:19,0 min  |
| 6    | 9  | Tschechien Kateřina Losmanová Irena Česneková Jiřina Pelcová Eva Háková                    | 1:43:20,5 h 25:32,4 min 26:16,6 min 26:49,7 min 24:41,8 min | 0+4 0+6 0+1 0+0 0+1 0+3 0+1 0+1 0+1 0+2  | +3:06,9 min  |
| 7    | 17 | China Yu Shumei Sun Ribo Liu Jinfeng Liu Xianying                                          | 1:43:32,6 h 25:15,7 min 25:17,2 min 25:59,0 min 27:00,7 min | 0+4 1+6 0+1 0+0 0+0 0+2 0+1 0+1 0+2 1+3  | +3:19,0 min  |
| 8    | 5  | Frankreich Christelle Gros Emmanuelle Claret Florence Baverel Corinne Niogret              | 1:43:54,6 h 26:20,6 min 25:17,7 min 26:20,7 min 25:55,6 min | 0+3 0+5 0+1 0+2 0+0 0+2 0+1 0+0 0+1 0+1  | +3:41,0 min  |
| 9    | 12 | Slowenien Lucija Larisi Andreja Grašič Matejka Mohorič Tadeja Brankovič                    | 1:44:18,8 h 27:12,3 min 24:44,3 min 26:21,5 min 26:00,7 min | 2+8 1+6 1+3 1+3 0+1 0+3 0+1 0+0 1+3 0+0  | +4:05,2 min  |
| 10   | 2  | Schweden Maria Schylander Magdalena Forsberg Kristina Brounéus Eva-Karin Westin            | 1:44:50,8 h 27:28,0 min 24:06,2 min 26:42,9 min 26:33,7 min | 0+3 0+4 0+1 0+2 0+2 0+0 0+0 0+2 0+0 0+0  | +4:37,2 min  |
| 11   | 10 | Kasachstan Inna Scheschkil Margarita Dulowa Jelena Dubok Ljudmila Gurjewa                  | 1:45:22,9 h 25:24,6 min 25:27,0 min 28:35,5 min 25:55,8 min | 0+5 2+6 0+2 0+2 0+0 0+1 0+0 2+3 0+3 0+0  | +5:09,3 min  |
| 12   | 1  | Belarus Iryna Tananajka Natallja Ryschankawa Natallja Maros Swjatlana Paramyhina           | 1:45:24,0 h 25:42,4 min 25:47,5 min 28:30,5 min 25:23,6 min | 0+4 0+3 0+0 0+1 0+2 0+0 0+1 0+1          | +5:10,4 min  |
| 13   | 11 | Polen Agata Suszka Halina Pitoń Iwona Daniluk Anna Stera                                   | 1:45:45,5 h 25:58,1 min 26:33,6 min 27:01,0 min 26:12,8 min | 0+5 2+10 0+1 0+2 0+2 1+3 0+1 0+2 0+1 0+3 | +5:31,9 min  |
| 14   | 14 | Japan Mami Homma Hiromi Seino Mie Takeda Ryōko Takahashi                                   | 1:46:23,0 h 25:31,2 min 26:08,8 min 27:51,3 min 26:51,7 min | 1+7 0+8 0+1 0+1 1+3 0+3 0+0 0+3 0+3 0+1  | +6:09,4 min  |
| 15   | 15 | Vereinigte Staaten Ntala Skinner Stacey Wooley Kara Salmela Kristina Sabasteanski          | 1:48:30,2 h 26:35,0 min 27:12,1 min 26:21,2 min 28:21,9 min | 0+6 1+6 0+1 0+2 0+0 0+1 0+3 0+0 0+2 1+3  | +8:16,6 min  |
| 16   | 16 | Bulgarien Radka Popowa Ekaterina Dafowska Pawlina Filipowa Walentina Pejtschinowa          | 1:48:55,2 h 28:06,0 min 24:56,4 min 27:52,7 min 28:00,1 min | 3+3 0+6 0+0 0+1 0+0 0+0 3+3 0+2 0+0 0+3  | +8:41,6 min  |
| 17   | 13 | Kanada Kristin Berg Myriam Bédard Nikki Keddie Michelle Collard                            | 1:53:15,0 h 28:44,6 min 25:20,0 min 29:56,1 min 29:14,3 min | 2+8 1+7 1+3 0+2 0+1 0+0 1+3 1+3 0+1 0+2  | +13:01,4 min |